# Ullastrell
 Ullastrell es un municipio español de la comarca del Vallés Occidental, en la provincia de Barcelona, comunidad autónoma de Cataluña. Se conoce también tradicionalmente por el nombre de Ustrell. 

## Geografía
Ullastrell está situado en la parte SE del Vallés Occidental y en el límite con la comarca del  Bajo Llobregat. Limita al norte con Viladecavalls y Tarrasa, al este con Abrera, al oeste con Rubí y al sur con Castellbisbal.

## Demografía
Ullastrell cuenta con una población de 2176 habitantes (INE 2024).
| Gráfica de evolución demográfica de Ullastrell entre 1842 y 2021                                                      |
| |
| Población de derecho según los censos de población del INE. Población de hecho según los censos de población del INE. |

### Población por núcleos
Desglose de población según el Padrón Continuo por Unidad Poblacional del INE.
| Núcleos                | Habitantes (2014) | Varones | Mujeres |
| ---------------------- | ----------------- | ------- | ------- |
| Can Amat               | 472               | 244     | 228     |
| Can Cabassa            | 43                | 22      | 21      |
| Ullastrell             | 1454              | 721     | 733     |
| Urbanización Can Palet | 87                | 40      | 47      |

## Administración
| Periodo   | Nombre                                                      | Partido  |
| --------- | ----------------------------------------------------------- | -------- |
| 1979-1983 | José Puig Paloma                                            | UCD      |
| 1983-1987 | Maria Bigorda i Puig                                        | CiU      |
| 1987-1991 | Maria Bigorda i Puig                                        | CiU      |
| 1991-1995 | Maria Bigorda i Puig                                        | CiU      |
| 1995-1999 | Maria Bigorda i Puig (1995-1996) Ramon Closa Jo (1996-1999) | CiU IND. |
| 1999-2003 | Jaume Rodó Solé                                             | CiU      |
| 2003-2007 | Jaume Rodó Solé                                             | CiU      |
| 2007-2011 | Joan Ballbé Herrero (2007) Jaume Rodó i Solé (2007-2011)    | ERC CiU  |
| 2011-2015 | Joan Ballbé Herrero                                         | ERC      |
| 2015-2019 | Joan Ballbé Herrero                                         | ERC      |
| 2019-2023 | Jaume Puig i Puig                                           | ERC      |

### Evolución de la deuda viva
El concepto de deuda viva contempla solo las deudas con cajas y bancos relativas a créditos financieros, valores de renta fija y préstamos o créditos transferidos a terceros, excluyéndose, por tanto, la deuda comercial.
| Gráfica de evolución de la deuda viva del ayuntamiento entre 2008 y 2014                             |
| |
| Deuda viva del ayuntamiento en miles de Euros según datos del Ministerio de Hacienda y Ad. Públicas. |

La deuda viva municipal por habitante en 2014 ascendía a 190,18 €.